# Güijasjön
Güijasjön är en sjö i Centralamerika. Sjön ligger på gränsen mellan Guatemala och El Salvador och har en areal om 45 km², varav cirka 32 km² ligger i El Salvador.
Sjön är av vulkaniskt ursprung och formades av ett stort basaltiskt lavaflöde från vulkanen San Diego som blockerade depressionen Güijas ursprungliga utflöde. Güijasjön får sitt vatten från floderna Ostúa, Angue och Cusmapa och har sitt utflöde i dess sydvästra sida i floden Desagüe, ett biflöde till Lempa. Sjön omges av vulkankonerna Mita, San Diego and Cerro Quemado. El Salvadorsidan av sjön har flera små öar: Teotipa, Cerro de Tule och Iguatepec, där en betydande mängd förkolonial keramik hittats sedan arkeologiska utgrävningar påbörjades 1924.
Bosque San Diego La Barra ligger på sjöns östra sida.

## Världsarvsstatus
Platsen sattes den 21 september 1992 upp på El Salvadors tentativa världsarvslista..